# Americký dolar

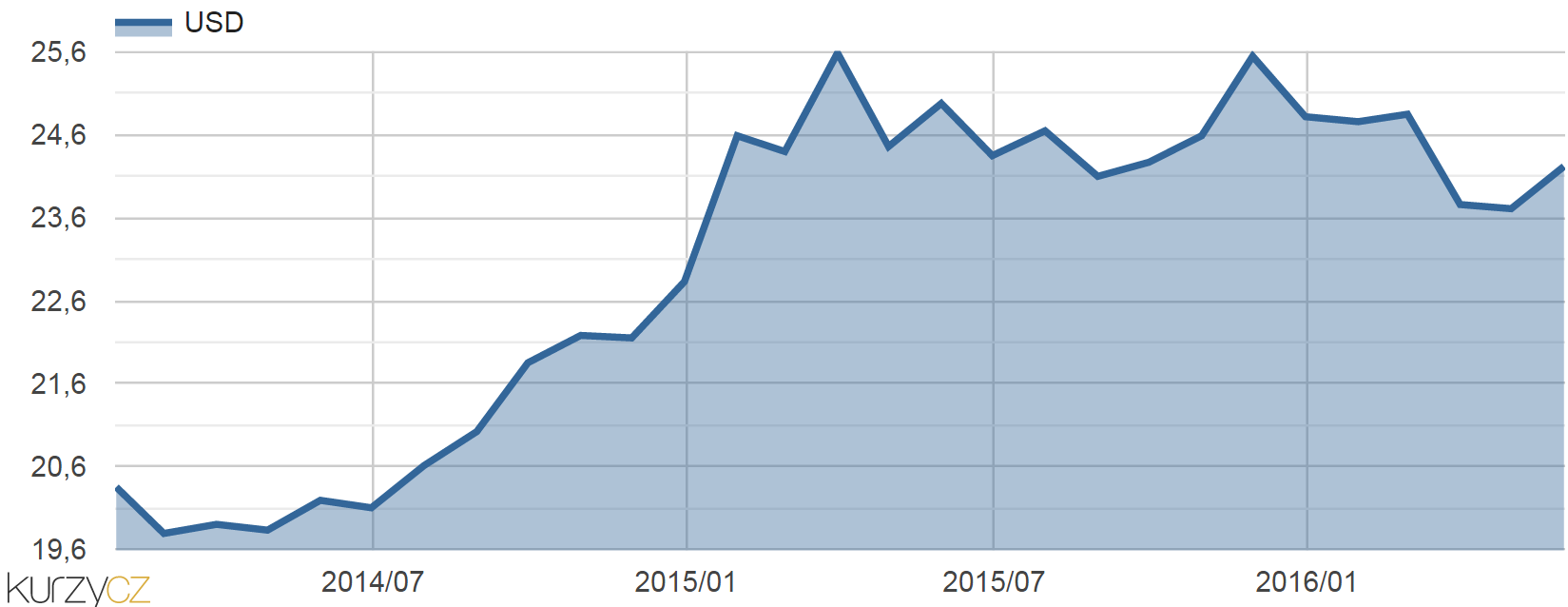
Vývoj kurzu USD od roku 2014 vůči České koruně

Americký dolar je oficiální měna Spojených států amerických i některých dalších zemí (Panama, Ekvádor, Salvador, Východní Timor a Zimbabwe se tak rozhodly nezávisle, některé státy dřívějších amerických teritorií v Tichomořských ostrovech si po získání nezávislosti nepřijaly vlastní měnu), další státy pak mají svou měnu pevně vázánu na kurz amerického dolaru. Americký dolar je nejpoužívanější měna v mezinárodních transakcích, v mnoha ostatních státech je také široce používána jako bankovní rezerva. V dubnu 2004 bylo v oběhu téměř 700 miliard dolarů, z čehož asi dvě třetiny mimo Spojené státy. Důvodem je, že jej mnohé centrální banky drží společně se zlatem jako rezervu (zejména v oblastech Blízkého východu).

## Historie amerického dolaru

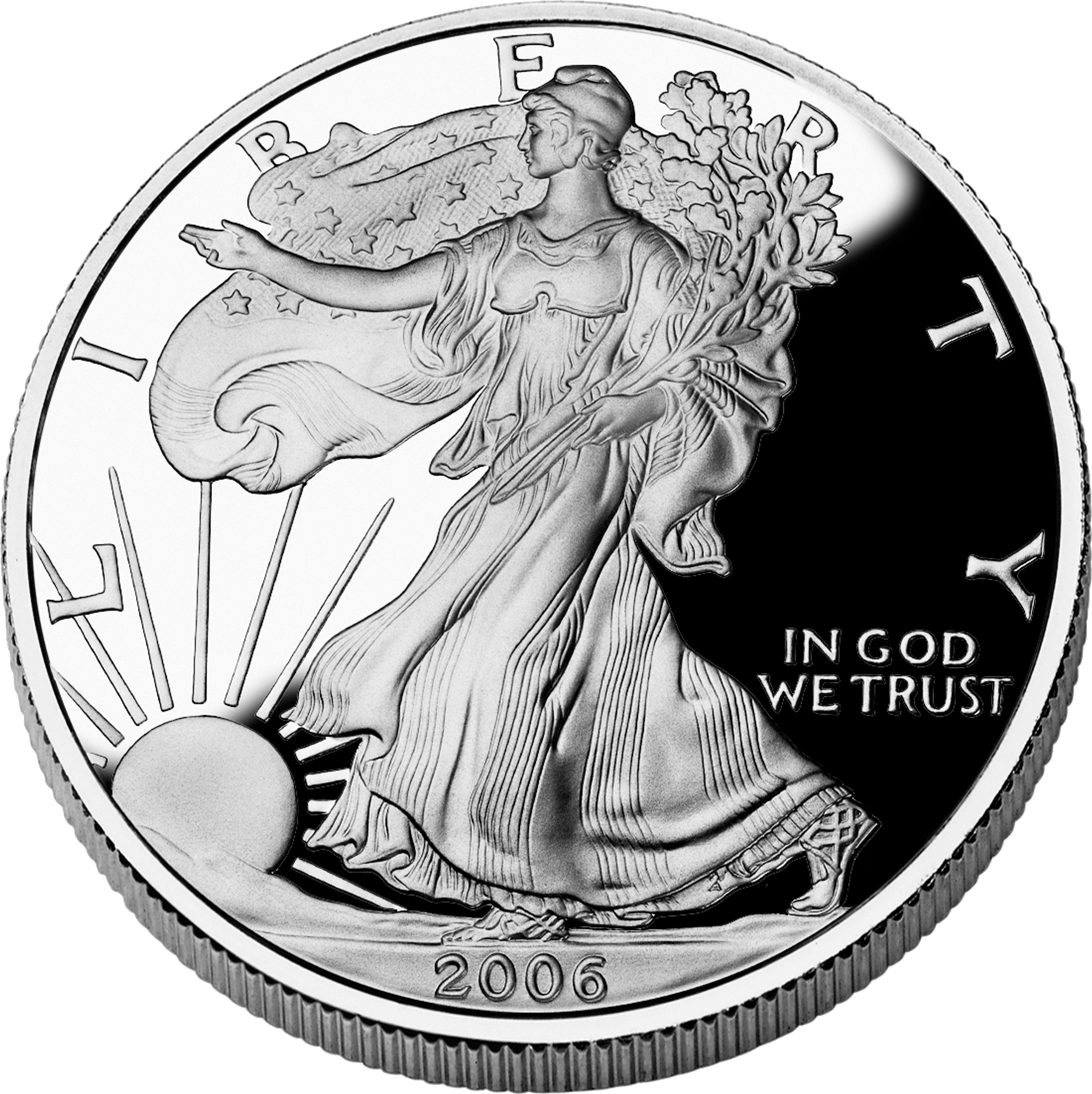
Dolar podle definice Mint Act

### Zlatý standard
Ve Spojených státech byl americký dolar zaveden 6. července 1785 a 2. dubna 1792 byl redefinován v rámci výnosu Mint Act (též Coinage Act of 1792). Ten jej definuje jako stříbrnou minci specifikované hmotnosti, ražený státní mincovnou. Spolu s dolarem definoval i zlaté mince, tzv. eagly. Hodnotu dolaru spjal s hodnotou stříbra a zlata v poměru:
1 USD = 371 až 416 grainů stříbra,
10 USD = 247 až 270 grainů zlata,
přičemž rozsah hmotností daných kovů souvisel s jejich ryzostí. Stříbrné mince měly ve znaku zosobnění svobody (Liberty) a nápis „LIBERTY“; zlaté mince měly vyražený znak amerického orla (proto se nazývá Eagle). The Coinage Act spolu s mince jiných objemů (hmotností) – dvoudolar (double dollar nebo double eagle), půldolar (později fiftycent), čtvrtdolar (quarter), „desetník“ (dime) a pěticent (five cents, nickel).
V roce 1834 byly v rámci zlatého standardu hmotnostní poměry upraveny na 23,2 a později 23,22 grainů. Na přelomu 19. a 20. století byl dolar definován jako 1/20 unce zlata. Svázání amerického dolaru se stříbrem trvalo do roku 1900, od té doby se pojil pouze se zlatem; nicméně, ražení stříbrných mincí pokračovalo až do roku 1969 (s přechodným obdobím od roku 1964, kdy bylo stříbro odstraněno ze čtvrťáků a desetníků a z 3/5 i z půldolarů). Zlaté mince byly z oběhu staženy po Velké hospodářské krizi v roce 1933, v rámci tzv. Gold seizure. Hmotnost zlata za dolar byla tehdy změněna na 13,71 grainů (tj. 35 dolarů za troyskou unci) a tento standard vydržel až do roku 1968.

### Dolar jako rezervní měna
V roce 1945 vstoupil v platnost tzv. Brettonwoodský měnový systém, ve kterém hrál americký dolar roli světové měny a který cizím vládám zajišťoval jeho směnitelnost za zlato a za to v rámci pevných směnných kurzů měn různých států vyžadoval od členských zemí udržení jejich směnného kurzu v odchylce do jednoho procenta pari hodnoty vyjádřené v amerických dolarech.
Zároveň začaly platit bezpečnostní záruky vtělené do Charty OSN (v roce 1945 došlo k transformaci Společnosti národů na Organizaci spojených národů), která definovala pravidla mezinárodního obchodu pro západní svět, založená na garancích v nejvyšších patrech politického rizika. Tato pravidla byla založená na víře, že země, které nehazardují s těmito bezpečnostními pravidly, jsou bezpečným prostorem pro investice. To znamenalo, že pro mezinárodní investice bylo v těchto zemích zanedbatelné riziko jejich zmaření válkou nebo anexí zahraničním agresorem (zmaření investic následnými mezinárodními sankcemi), což minimalizovalo v západním světě rizikovou přirážku mezinárodního obchodu. Součástí těchto bezpečnostních a obchodních pravidel byly i pravidla mezinárodního platebního styku, která jsou jedním ze dvou hlavních rolí Mezinárodního měnového fondu. Jejich funkcí byla i izolace zemí, které se dostanou do platební neschopnosti na základě nevyrovnané platební bilance, což zajistí zastavení šíření této nákazy do sousedních zemí a stabilizuje tak mezinárodní finanční trhy (International Capital Market Association). Celkově tak soubor stovek podobných mezinárodně uznávaných pravidel umožnil stanovit dolar za mezinárodní rezervní měnu.

### Konec zlatého standardu
Brettonwoodský měnový systém byl zrušen 15. srpna 1971, když dolar opustil zlatý standard. Dolar sice ztratil vazbu na zlato, ale místo něj následkem ropného šoku v roce 1973 získal mezi lety 1973–2000 status tzv. „petroměny“. Důsledkem ropné krize byla dekáda stagnace celosvětové ekonomiky.
Od 1. ledna 1975 vstoupil americký dolar do éry tzv. plovoucích (měnových) kurzů na měnových trzích. Cena troyské unce zlata vyjádřená v dolarech od tohoto dne do současnosti řádově vzrostla: z 42,22 na přibližně 1700 USD/unci v roce 2011 a na cca 2700 USD v roce 2024. Kupní síla dolaru od roku 1913 (vznik Federálního rezervního systému) do roku 2011 klesla na tehdejší cca 4 centy.
Desetiletí stagnace celosvětové ekonomiky pak ukončila Reaganomika po roce 1981 (pojmenovaná podle prezidenta Ronalda Reagana), kdy díky mnoha jejím krokům začal dolar velmi rychle sílit bez záměrného zásahu státu (tzv. apreciace měny) na základě mezinárodní důvěry v dolar bez ohledu na předchozí ukončení směnitelnosti dolaru za zlato.

### Záměrné oslabení dolaru
V roce 1985 došlo ke koordinovanému oslabení dolaru na devizových trzích (tzv. Plaza Accord), jehož se kromě USA zúčastnily Británie, Západní Německo, Japonsko a Francie, čemuž napomohlo, že rezervní měny zmíněných států nebyly tak významné jako dolar. Oslabení dolaru pomohlo americkým vývozcům, částečně napomohlo větší rovnováze světového směnného systému, ale znamenalo pro USA vysokou inflaci. Po dvou letech, kdy začala pro americkou ekonomiku převažovat negativa, následoval Louve Accord, jehož cílem bylo stabilizovat tehdejší oslabující dolar. Z hlediska vztahů mezi mezinárodními smlouvami byla tato dohoda považována za racionální kompromisní řešení mezi dvěma extrémy ideálního typu mezinárodních měnových režimů: dokonale flexibilním a dokonale pevným směnným kurzem. Louvre Accord podepsaly USA, Kanada, Francie, Západní Německo, Japonsko a Británie (Itálie byla přizvána, ale odmítla podepsat).

### Současnost
Od oslabení z poloviny 80. let 20. století dolar je v roce 2025 dolar nejsilnější. Nově zvolený prezident USA Donald Trump na začátku svého druhého mandátu v roce 2025 uvažuje o podobném oslabení dolaru, jako v roce 1985. Mezi zamýšlené cíle patří také snížení nákladů na obsluhu amerického státního dluhu (v roce 2025 celkem 29 bilionů dolarů). Situace na mezinárodním trhu je však odlišná než v roce 1985, protože dolar má stále mezi rezervními měnami podíl 60 %, ale evropské Euro nebo čínský jüan jsou také velmi silné.

## Název a označení
Název dolar historicky pochází až z jáchymovského tolaru. V Jáchymově (německy Joachimsthal) se razily stříbrné mince o váze jedné unce, kterým se lidově řikalo Joachimsthalers (Jáchymovské tolary) a později jen thalers (tolary). Dalším komolením vzniklo slovo dolar. Americký dolar se běžně označuje symbolem písmene S přeškrtnutého jednou či dvěma svislými čarami – $. V hovorové angličtině je nazýván buck („babka“).
Kód amerického dolaru podle ISO 4217 je USD; Mezinárodní měnový fond také používá označení US$. Méně známé je to, že pro americký dolar existují ještě další dva pomocné kódy, které se používají v mezinárodním obchodu a na burzách — USS pro americký dolar zaplacený tentýž den (U.S. dollar same day) a USN pro americký dolar zaplacený příští den (U.S. dollar next day). Toto rozlišení vzniklo z potřeby opatření proti změnám kurzu této světové měny.

## Používání dolaru mimo USA

Americký dolar, euro a měny na ně vázané v zemích světa:
eurozóna, jejíž centrální banka vydává euro
euro v zemích mimo eurozónu
měny pevně navázané na euro
měny navázané na euro s fluktuačním pásmem
Spojené státy americké, jejichž centrální banka vydává americký dolar
americký dolar v zemích mimo Spojené státy americké
měny pevně navázané na americký dolar
měny navázané na americký dolar s fluktuačním pásmem

Americký dolar je zákonnou měnou v několika nezávislých státech a závislých územích:
- Nezávislé státy
  -  Palau
  -  Mikronésie
  -  Marshallovy ostrovy
  -  Salvador
  -  Východní Timor používá dolarové bankovky i mince, ale souběžně používá vlastní mince
  -  Ekvádor používá dolarové bankovky i mince, ale souběžně používá vlastní mince
  -  Panama má vlastní měnu balbou, která má však směnný kurz k dolaru 1:1 a dolar je uznán jako druhá měna
  -  Kambodža má vlastní měnu, riel, která se ale používá pouze jako drobné a v obchodech je vyměňována za dolar.
  -  Zimbabwe má vlastní měnu, ale ekonomická situace v zemi byla natolik vážná, že obyvatelstvo v běžném platebním styku preferuje USD.
  - Venezuela má vlastní měnu venezuelský bolívar, ale z důvodu hyperinflace národní měny je v zemi při platebním styku užíván americký dolar.

- Britská zámořská teritoria
  -  Britské Panenské ostrovy
  -  Turks a Caicos

- Autonomní státy volně přidružené k USA
  -  Americká Samoa
  -  Portoriko
  -  Americké Panenské ostrovy
  -  Guam
  -  Severní Mariany

- Zvláštní správní obvody Nizozemska [11]
  -  Bonaire
  -  Saba
  -  Svatý Eustach

## Monetární indexy peněžní zásoby USA

Vývoj peněžních agregátů USA

Spojené státy americké měří množství svého oběživa následujícími indexy (řidčeji zvané „monetární agregáty“):
- M0 = veškeré fyzické oběživo + peníze na účtech Centrální banky, které mohou být proměněny ve fyzické oběživo.
- M1 = ty části M0, které jsou drženy v trezorech + objem transakčních depozitních účtů (v nichž jsou soustředěny například peníze pro platbu šeky)
- M2 = M1 + většina spořicích účtů, účtů trhu peněz, malých termínovaných vkladů a vkladových certifikátů do 100 000 dolarů.
- M3 = M2 + ostatní vkladové certifikáty, vklady eurodolarů a skupní dohody. Index M3 dává nejlepší obrázek o množství amerického oběživa ve světě, ale 23. dubna 2006 bylo nařízeno přestat jej zveřejňovat. Oficiální důvod byl ten, že zjišťování samo o sobě stojí mnoho peněz; někteří komentátoři však dávají zákaz do souvislosti s uvažovaným otevřením íránské ropné burzy, která měla začít éru obchodování s důležitými fosilními palivy striktně bez účasti amerického dolaru, což by s velmi jistě vedlo k postupné devalvaci dolaru (její - nakonec neuskutečněné - otevření bylo naplánováno na 20. dubna - pouhé tři dny před ukončení zveřejňování M3).[12][13][14]

## Dolar jako rezervní měna

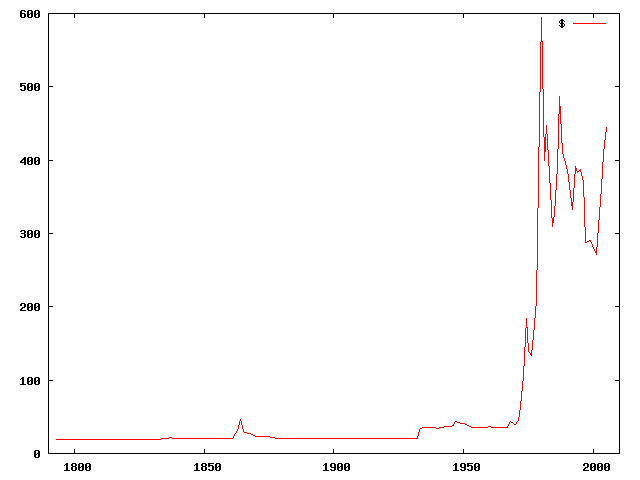
Vývoj ceny zlata v amerických dolarech. V určitých historických obdobích byl definován přímo ve vztahu k množství zlata (1792 – 1,6 g, 1900 – 1,505 g, 1933 – 1/35 oz). Dalšími milníky jsou roky 1913 – Federal Reserve Act, 1933 – „Gold seizure“; 1945 – Brettonwoodský systém, 1971 – „Uzavření zlatého okna)“

Od konce 18. století do konce druhé světové války byl dolar „kryt“ zlatem, resp. jeho hodnota byla na množství zlata vázána. Od konce 1. světové války, po které některé evropské země zaznamenaly finanční krize a hyperinflaci, navíc jeho význam celosvětově vzrostl. Brettonwoodskou dohodou se z dolaru stala oficiální světová rezervní měna a všechny ostatní měny od ní byly odvozeny. Měnový systém, který byl v Bretton Woods ustanovený a který byl variantou zlatého standardu, trval do srpna 1971. Poté, co přestal platit princip krytí dolaru zlatem, zaznamenala tato měna skokový pokles zájmu (který se časově kryl s prvním celosvětovým ropným šokem). Nixonova administrativa hledala cestu, jak žádanost a zájem o svoji národní měnu upevnit.
Po dvou rozhodnutí OPECu (z počátku 70. let, kterému předcházely bilaterální dohody mezi USA a Saúdskou Arábií) se americký dolar stal jedinou měnou, v které byla obchodována ropa, zemní plyn a ostatní fosilní paliva (tzv. petrodolar). To většinu zemí nutilo opatřit si a spravovat dolarové rezervy k nakupování s ropou (americký dolar je z jejich pohledu jejich rezervní měna). Americký dolar tak absolvoval cyklus, kdy jím bylo v ropných burzách zaplaceno zemím vyvážejícím ropu, které za ně většinou investovaly za služby nebo výrobky, částečně i v jiných zemí nebo na udržení nebo expanzi své ropné produkce. To, jak se ropná naleziště vyčerpávají a ropa se stává dražší, především ale neustále se zvyšující objem spotřebované ropy a uvolňování dluhopisů ze strany americké státní pokladny (které fakticky snižují počet emitovaných dolarů) zajišťovalo americkému dolaru jeho pevnost a stále se zvyšující poptávku po něm coby měně nutné k nákupu potřebné ropy. Na základě této poptávky si americká státní pokladna mohla pravidelně dovolit emitovat nové dolary, které do celosvětového oběhu zařadila tím, že za ně nakoupila produkty nebo služby v zahraničí. Toto je také důvod dlouhodobé nevyrovnané obchodní bilance Spojených států ve prospěch importu, která se v tomto období vytvořila (k roku 2012 rozdíl činí nominálně cca 470 mld. dolarů). Změna světového statusu dolaru by pak americkou ekonomiku uvrhla do stavu, kdy by byla postavena před problém, jak „přes noc“ vyrovnat saldo obchodní bilance, která byla v diskurzu posledních téměř 40 let.

## Snaha o omezení významu amerického dolaru
Význam amerického dolaru a petrodolarový cyklus byl narušen až na přelomu 20. století  a 21. století. O platbě za ropu v jiné měně než americkém dolaru poprvé začal hovořit Írán (v roce 1999) a Venezuela (2000); a prvním, kdo začal za ropu přijímat jinou měnu než dolary (euro, za program Food for Oil), byl Saddám Hussain, 6. listopadu 2000. Dva měsíce po invazi do Iráku byl prodej irácké ropy „přepnut“ zpět na americký dolar, ale než se tak stalo, jak Irák, tak Venezuela, v největší míře Írán započaly trend diverzifikace rezervní měny v podobě amerických dolarů, inicializovaly a podporovaly úvahy o nahrazení dolaru něčím jiným (nejčastěji: jinou měnou, krytou komoditním košem), a začaly bilaterálně jednat s jinými zeměmi (typicky těmi, které nejsou v OPEC) i významnými soukromými subjekty o nákupu ropy za jejich lokální měnu. Írán patrně zašel nejdále – (byť se zpožděním oproti původnímu plánu) otevřel mezinárodní ropnou burzu obchodující s ropou a deriváty s vyloučením amerického dolaru, který explicitně nepřijímá při platbách, zbavil se více než 85 % dolarů coby rezervní měny, zbavil se bezprostředních transakcí s americkými bankami a vyjednal mnoho kontraktů na dodávky íránské ropy v jiných měnách.
Samotné vystoupení výše zmíněných zemí proti privilegiu amerického dolaru motivovala další státy a spustila změnu paradigmatu, která sama o sobě má takovou hybnost, že není jisté, zdali Spojené státy budou schopny tento (pro ně nepříznivý) trend zvrátit a opět nastolit petrodolarový cyklus (ten podle dat z roku 2008 „běží“ jen na 68 %). Faktorem v této transformaci je i to, že mnoho ostatních zemí je sesazení dolaru z privilegované pozice petroměny nakloněno. Taktéž, zejména během druhého prezidentského období George W. Bushe, volil Federální rezervní systém taktiku masívního tisku nových bankovek a jejich distribuce do peněžního systému, což mělo největší vliv na další inflaci dolaru, s reálnou hrozbou rozběhnutí hyperinflace.
Další okolností, která tomu nenasvědčuje, je skutečnost, že americký dolar mezi lety 2000 a 2007 ztratil cca 3/4 své hodnoty vůči euru a mnohé státy přehodnotily pozici dolaru coby rezervní měny a začaly diverzifikovat, nejčastěji na euro.
O změně systému s jednou státní měnou, která je současně světovou rezervní měnou, mluvil v lednu 2009 v Davosu Vladimir Putin, o dva měsíce později guvernér čínské centrální banky Čou Siao-čchuan navrhl vytvoření světové rezervní měny namísto dolaru a později dodal, že „náklady, které svět nese za existující měnový systém, už možná předčily jeho zisky“. V září téhož roku se ve zprávě OSN ke Konferenci o trhu a rozvoji (UNCTAD) píše, že „finanční systém, kde je dolar jedinou rezervní měnou, by měl projít celkovým přehodnocením“, a mezitím deník The Independent přinesl zprávu o jednáních centrálních bank Číny, Ruska, Francie, Brazílie a států OPEC v oblasti Perského zálivu o nahrazení dolaru v pozici světové měny. Se sesazením dolaru se ztotožnili i významní ekonomové ze samotných Spojených států jako Josef Stiglitz, Paul Volker nebo George Soros, a dokonce i Organizace spojených národů, Mezinárodní měnový fond či ředitel Světové banky, Robert Zoelick.
Kroky k sesazení dolaru coby obchodní měny podnikají i země BRICS v čele s Čínou a to jak v nasazení svých národních měn ve vzájemném obchodu tak v úvěrech v rámci připravované společné mezinárodní rozvojové banky.
Zhou Xiaochuan, guvernér Čínské lidové banky, řekl 14. října 2013 s odkazem na status amerického dolaru: „Možná je dobrý čas, aby nyní zmatený svět byl přebudován a deamerikanizován.“ S tím, že podle oficiální čínské tiskové agentury Xinhua mezi návrhy Číny patří vytvořit novou mezinárodní měnu, která by nahradila americký dolar.
Po zavedení mezinárodních sankcí v průběhu ukrajinské krize Rusko zahájilo od roku 2014 strategii dedolarizace, která zahrnovala snižování podílu dolarových aktiv v rezervách a podporu používání národních měn v mezinárodním obchodě. Zároveň Rusko vytvořilo svůj vlastní platební systém SPFS (System for Transfer of Financial Messages) jako alternativu k SWIFT, aby zajistilo kontinuitu finančních transakcí v případě odpojení od globálních systémů.
V roce 2015 Čína spustila svůj vlastní mezinárodní platební systém CIPS (Cross-Border Interbank Payment System), který umožňuje zpracování transakcí v jüanech bez nutnosti využívat dolarové systémy.
V prosinci 2015 kazašská vláda a národní banka oznámily plány na snížení závislosti na dolaru a posílení národní měny. Ve společném prohlášení kazašské vlády a národní banky se uvádí, že jejich záměrem je spíše posílit národní měnu než se zaměřit na eliminaci amerických dolarů. V srpnu 2016, poté co inflace prudce vzrostla na šestileté maximum, guvernér kazašské centrální banky prohlásil, že je nutné nastartovat dedolarizaci. 
V srpnu 2018 Venezuela prohlásila, že bude stanovovat ceny ropy v eurech, jüanech, rublech a dalších měnách.
V důsledku ruské ivaze na Ukrajinu v roce 2022 byly uvaleny další sankce na Rusko. Rusko v reakci na to oznámilo, že bude požadovat platby za plyn od "nepřátelských" zemí v rublech, čímž se snažilo posílit svou měnu a omezit vliv dolaru.

## Mince a bankovky
Mince jsou raženy v nominálních hodnotách 1, 5, 10, 25, 50 centů a 1 dolar. Současné bankovky dolaru mají hodnoty 1, 2, 5, 10, 20, 50, 100 dolarů. Tisk a ražbu provádí ministerstvo financí na základě požadavků Federálního rezervního systému.
| Hodnota (lidový název)       | Aversní strana   | Reversní strana    | Motiv aversu          | Motiv reversu                               | Váha    | Průměr   | Tloušťka | Materiál                      |
| ---------------------------- | ---------------- | ------------------ | --------------------- | ------------------------------------------- | ------- | -------- | -------- | ----------------------------- |
| 1 cent (penny) (pence)       | avers - 1 cent   | revers - 1 cent    | Abraham Lincoln       | Lincolnův památník                          | 2,50 g  | 19,05 mm | 1,55 mm  | 97,5 % Zn 2,5 % Cu            |
| 5 centů (nickel) (niklák)    | avers - 5 centů  | revers - 5 centů   | Thomas Jefferson      | Monticello                                  | 5,00 g  | 21,21 mm | 1,95 mm  | 75 % Cu 25 % Ni               |
| 10 centů (dime) (deseťák)    | avers - 10 centů | revers - 10 centů  | Franklin D. Roosevelt | olivová ratolest, pochodeň, dubová větvička | 2,27 g  | 17,91 mm | 1,35 mm  | 91,67 % Cu 8,33 % Ni          |
| 25 centů (quarter) (čtvrťák) | avers - 25 centů | revers - 258 centů | George Washington     | Orel bělohlavý                              | 5,67 g  | 24,26 mm | 1,75 mm  | 91,67 % Cu 8,33 % Ni          |
| 50 centů (half)              | avers - 50 centů | revers - 50 centů  | John F. Kennedy       | prezidentská pečeť                          | 11,34 g | 30,61 mm | 2,15 mm  | 91,67 % Cu 8,33 % Ni          |
| 1 dolar                      | avers - 1 dolar  | revers - 1 dolar   | Susan B. Anthony      | logo Apollo 11                              | 8,10 g  | 26,50 mm | 2,00 mm  | 91,67 % Cu 8,33 % Ni          |
| 1 dolar                      |                  | revers - 1 dolar   | Sacagawea             | letící orel bělohlavý                       | 8,10 g  | 26,50 mm | 2,00 mm  | 77 % Cu 12 % Zn 7 % Mn 4 % Ni |

| Hodnota    | Aversní strana                      | Reversní strana                      | Motiv aversu       | Motiv reversu                                     |
| ---------- | ----------------------------------- | ------------------------------------ | ------------------ | ------------------------------------------------- |
| 1 dolar    | Aversní strana 1dolarové bankovky   | Reversní strana 1dolarové bankovky   | George Washington  | Lícová a rubová strana státní pečeti USA          |
| 2 dolary   | Aversní strana 2dolarové bankovky   | Reversní strana 2dolarové bankovky   | Thomas Jefferson   | Podepisování nezávislosti na Spojeném království  |
| 5 dolarů   | Aversní strana 5dolarové bankovky   | Reversní strana 5dolarové bankovky   | Abraham Lincoln    | Lincolnův památník                                |
| 10 dolarů  | Aversní strana 10dolarové bankovky  | Reversní strana 10dolarové bankovky  | Alexander Hamilton | Treasury Building Budova ministerstva financí USA |
| 20 dolarů  | Aversní strana 20dolarové bankovky  | Reversní strana 20dolarové bankovky  | Andrew Jackson     | Bílý dům                                          |
| 50 dolarů  | Aversní strana 50dolarové bankovky  | Reversní strana 50dolarové bankovky  | Ulysses S. Grant   | Americký kapitol                                  |
| 100 dolarů | Aversní strana 100dolarové bankovky | Reversní strana 100dolarové bankovky | Benjamin Franklin  | Independence Hall                                 |

## Vzhled historických dolarů
| Nominál bankovky a datum vydání                               | Vzhled aversu                                 | Vzhled reversu                                 |
| ------------------------------------------------------------- | --------------------------------------------- | ---------------------------------------------- |
| $1 emise 1928, Silver Certificate                             | Aversní strana 1dolarové bankovky z roku 1935 | Reversní strana 1dolarové bankovky z roku 1935 |
| $1 emise 1935 D, Silver Certificate                           | Aversní strana 1dolarové bankovky z roku 1935 | Reversní strana 1dolarové bankovky z roku 1935 |
| $2 emise 1953                                                 | Aversní strana 5dolarové bankovky z roku 1934 | Reversní strana 5dolarové bankovky z roku 1934 |
| $5 emise 1928 C                                               | Aversní strana 5dolarové bankovky z roku 1928 | Reversní strana 5dolarové bankovky z roku 1928 |
| $5 emise Yellow Seal 1934 pro vylodění v severní Africe, 1942 | Aversní strana 5dolarové bankovky z roku 1934 | Reversní strana 5dolarové bankovky z roku 1934 |

## Amero
Již v roce 1999, soudobně se vznikem eura začaly některé americké think-tanky zpracovávat koncepci o společné měnové unii nejdříve USA, Kanady a Mexika, později eventuálně všech států Severní Ameriky. V roce 2005 a 2007 proběhla předběžná jednání hlav výše uvedených států. Instituce by měla nést jméno Severoamerická měnová unie a její měna byla nazvána Amero. Tento projekt v průběhu času ztratil na intenzitě a reálná šance na zavedení amera je nízká.